# Мазін Микола Петрович
Микола Петрович Мазін (1 грудня 1909, хутір Мазинський Області війська Донського, тепер Нехаївського району Волгоградської області, Російська Федерація — 1972, місто Ростов-на-Дону, Російська Федерація) — радянський партійний діяч, 1-й секретар Північно-Осетинського обласного комітету ВКП(б). Депутат Верховної Ради СРСР 1—2-го скликань (1941—1950).

## Біографія
Народився в бідній селянській родині.
У 1928—1929 роках — секретар сільської ради в Нижньоволзькому краї РРФСР.
Закінчив Саратовський кооперативний технікум.
Член ВКП(б) з 1931 року.
У 1936 році закінчив Московський інститут радянської кооперативної торгівлі.
У 1936 — січні 1938 року — завідувач партійного кабінету Вищого педагогічного інституту в Москві; викладач Московського інституту радянської кооперативної торгівлі.
У січні 1938 — липні 1939 року — 3-й секретар Північно-Осетинського обласного комітету ВКП(б). У липні 1939 — січні 1940 року — секретар Північно-Осетинського обласного комітету ВКП(б) з пропаганди і агітації.
У січні 1940 — квітні 1944 року — 1-й секретар Північно-Осетинського обласного комітету ВКП(б).
Під час німецько-радянської війни з 1942 по 1944 рік голова Орджонікідзевського (Владикавказького) комітету оборони, член Військової Ради 37-ї армії, начальник Штабу партизанського руху Північно-Осетинської АРСР.
10 квітня 1944 — травень 1949 року — 1-й секретар Кабардинського обласного комітету ВКП(б).
У 1949—1951 роках — заступник голови виконавчого комітету Кіровського обласної ради депутатів трудящих РРФСР.
У 1951—1954 роках — старший викладач Кіровського педагогічного інституту.
У квітні — листопаді 1954 року —  1-й секретар Верховинського районного комітету КПРС Кіровської області.
Слухач Вищої партійної школи при ЦК КПРС.
У 1954—1963 роках — старший викладач Кіровського педагогічного інституту.
З липня 1963 року — в місті Ростові-на-Дону.
Автор книги спогадів «У седых берегов Терека: (воспоминания председателя Орджоникидзевского (Владикавказского) Комитета Обороны)»  — Москва: Правда-Пресс, 2005

## Нагороди
- три ордени Леніна (1943,)
- орден Трудового Червоного Прапора
- орден Червоної Зірки
- медалі